# 三重県道204号木本港熊野市停車場線
三重県道204号木本港熊野市停車場線（みえけんどう204ごう きのもとこうくまのしていしゃじょうせん）は、三重県熊野市を通る一般県道である。通称、本町通り。

## 概要
熊野市木本町から熊野市井戸町に至る。

### 路線データ
- 起点：熊野市木本町（木本港）
- 終点：熊野市井戸町（JR東海紀勢本線 熊野市駅前）
- 総延長：1,012 m

## 路線状況

### 通称
- 本町通り

## 地理

### 通過する自治体
- 三重県
  - 熊野市

### 沿線
- 木本神社
- 熊野本町郵便局
- 熊野市役所
- 熊野市文化交流センター（熊野市立図書館）
- JR東海紀勢本線 熊野市駅